# 群符号
符号理論において、群符号(英: group codes)は符号の一種である。群符号は{\displaystyle G^{n}}の部分群である{\displaystyle n}個の線形ブロック符号からなり、{\displaystyle G}には有限アーベル群が当て嵌まる。
群符号系統{\displaystyle C}は、パリティチェックビットを決定する{\displaystyle n-k}準同型性によって定義されるオーダー{\displaystyle |G|^{k}}の{\displaystyle G^{n}}上の符号である。残りの{\displaystyle k}ビットは情報ビットそのものである。

## 構築
群符号は、行列の要素が符号のアルファベットの記号ではなく群の自己準同型である点を除き、線形ブロック符号の生成行列に似た特別な生成行列によって構築できる。たとえば、生成行列を考えると、
{\displaystyle G={\begin{pmatrix}{\begin{pmatrix}00\\11\end{pmatrix}}{\begin{pmatrix}01\\01\end{pmatrix}}{\begin{pmatrix}11\\01\end{pmatrix}}\\{\begin{pmatrix}00\\11\end{pmatrix}}{\begin{pmatrix}11\\11\end{pmatrix}}{\begin{pmatrix}00\\00\end{pmatrix}}\end{pmatrix}}}
この行列の要素は自己準同型である{\displaystyle 2\times 2} 行列である。このシナリオでは、各符号ワードは{\displaystyle g_{1}^{m_{1}}g_{2}^{m_{2}}...g_{r}^{m_{r}}} として表すことができ、{\displaystyle g_{1},...g_{r}}には{\displaystyle G}のジェネレーターが当て嵌まる。

## リファレンス
1. ↑  “かつて広く使われていた「フロッピーディスク」についてプログラマーが解説 - GIGAZINE”. gigazine.net (2024年3月14日). 2024年3月15日閲覧。